# Рябово (Псковский район)
Рябово — деревня в Ядровской волости Псковского района Псковской области.
Расположена на реке Дубина в 12 км к юго-востоку от деревни Черёха и юго-восточной границы Пскова.
| 2001 | 2002 | 2010 | 2016 |
| ---- | ---- | ---- | ---- |
| 66   | ↗76  | ↗78  | ↗95  |